# M8公路 (俄羅斯)
M8聯邦公路，又稱霍爾莫戈雷公路（Холмогоры）或雅羅斯拉夫爾公路（Ярославское шоссе），是俄羅斯的一條幹線公路，連接首都莫斯科和阿爾漢格爾斯克，全長1,271公里。也是歐洲E115公路的一部分。

## 沿途主要城市
- 雅罗斯拉夫尔
- 沃洛格达
- 阿尔汉格尔斯克